# Phooltas Transmotives
Phooltas Transmotives Pvt. Ltd. ist ein Unternehmen aus Indien und ehemaliger Hersteller von Kraftfahrzeugen.

## Unternehmensgeschichte
Das Unternehmen wurde am 2. Juli 1982 in Patna gegründet. Mit der Übernahme von Trishul Autocrafts 1991 begann die Produktion von Automobilen. Der Markenname lautete Phooltas. Etwa 1995 endete die Fahrzeugproduktion.

## Fahrzeuge
Im Angebot standen Geländewagen mit dem Modellnamen Champion. Ein Dieselmotor von Perkins Engines mit 3150 cm³ Hubraum trieb die Fahrzeuge an.